# Зинченко, Владимир Николаевич
Владимир Николаевич Зинченко (род. 27 мая 1963, Луганск, Украинская ССР, СССР) — советский и украинский футболист, полузащитник.

## Игровая карьера
Футболом начал заниматься в луганском спортинтернате. Первый тренер — В.Д. Добижа. В возрасте семнадцати лет выступал в дубле луганской «Зари». В 1981 году дебютировал в первой команде «Зари» в первой лиге чемпионата СССР.
Во время службы в армии, играл в киевском СКА. После армии недолго играл в «Кривбассе», после чего вернулся в Луганск.
В 1984 году вместе с «Зарёй» покинул первую советскую лигу. Через два года «Заря» победила в зональном турнире команд второй лиги, затем в переходном турнире добилась права на возвращение в первую лигу. Зинченко вместе с другими членами команды получил золотую медаль чемпиона Украины. Всего в луганской команде провёл 129 матчей.
В 1988 году Владимир перешёл в николаевский «Судостроитель». В составе николаевцев в 1990 году становился серебряным призёром чемпионата Украины.
С 1992 года николаевская команда стала называться «Эвис». С «Эвисом» 6 марта 1992 года в игре с «Темпом» Зинченко дебютировал в высшей лиге чемпионата Украины. Всего в николаевской команде провёл 188 матчей чемпионатов СССР и Украины (из них — 16 в высшей лиге).
Далее выступал в командах «Таврия» (Херсон), «Нефтехимик» (Кременчуг), «Химик» (Житомир) и «Химик» (Северодонецк).
В 1999 году выступал в любительской луганской команде «Эллада-Энергия». В её составе становился чемпионом области.